# Caso dos estupros de Mazan
O caso dos estupros de Mazan (também conhecido como Caso Pélicot ou Caso Dominique Pélicot) é um processo penal em andamento na França. A vítima, Gisèle Pelicot, foi drogada até à inconsciência  por seu marido, que convidou mais de 80 homens para estuprá-la ao longo de uma década, de julho 2011 a outubro 2020. O julgamento começou em 2 de setembro de 2024 e está programado para terminar em meados de dezembro.

## Contexto
Em setembro de 2020, Pélicot, um aposentado de 67 anos que vivia em Mazan, foi pego praticando upskirting em mulheres em um supermercado na cidade vizinha de Carpentras. Durante a investigação do delito, a polícia examinou o computador de Pélicot e descobriu imagens e vídeos de abusos, nos quais sua esposa inconsciente, Gisèle, era estuprada por dezenas de homens em sua cama na casa do casal. As imagens e vídeos mostravam cerca de 200 casos de estupro, pouco mais da metade cometidos pelo próprio Pélicot e o restante por 80 homens que ele recrutou de um fórum na internet chamado "sem que ela soubesse". A vítima estava fortemente drogada e só tomou conhecimento dos abusos ao ser confrontada com as imagens e vídeos durante a investigação. Após sua prisão, Pélicot admitiu ter drogado sua esposa colocando ansiolíticos triturados e pílulas para dormir em sua comida e vinho. A polícia identificou 50 dos homens apresentados nas imagens e os acusou de estupro. Alguns dos homens negaram as acusações, dizendo que pensavam estar participando de fantasias de casal. Embora a maioria dos homens tenha participado dos abusos apenas uma vez, alguns retornaram até cinco vezes, sempre sob instruções rigorosas de Pélicot para não acordar a vítima. Não era obrigatório o uso de preservativos e, após descobrir os abusos, Gisèle Pélicot, de 68 anos, descobriu que havia contraído quatro doenças sexualmente transmissíveis. Após descobrir os abusos, Gisèle Pélicot saiu da casa da família e iniciou o processo de divórcio. Traumatizada, ela passou por um curso de psicoterapia.
Os Pélicot estavam casados desde 1973 e tinham três filhos. Eles se mudaram de Paris para Mazan, onde ocorreram a maioria dos estupros, em 2013. Fotografias indecentes da filha do casal também foram descobertas no computador de Pélicot. Usando o pseudônimo de Caroline Darian, a filha de Pélicot publicou um livro intitulado Et J’ai Cesse de T’appeler Papa (E Eu Parei de Te Chamar de Papai) em 2020.

## Perfis dos réus
Dominique Pélicot, nascido em 27 de novembro de 1952 em Quincy-sous-Sénart e pai de três filhos, trabalhou por muito tempo na EDF e no setor imobiliário. Ele compartilhou uma vida aparentemente tranquila e comum com sua esposa desde 1973.
A polícia contou 83 estupradores alegados. Dentre eles, 51 foram identificados, além do marido da vítima, e foram presos em cerca de dez ondas de prisões. Eles tinham idades entre 26 e 73 anos e vinham todos da mesma região que o casal. A maioria deles era considerada homens comuns, bem integrados na sociedade e sem antecedentes criminais. Alguns deles já tinham antecedentes criminais conhecidos. Grandes quantidades de pornografia infantil foram encontradas durante a investigação.

## Casos legais anteriores
Em 14 outubro 2022, Dominique Pélicot foi acusado adicionalmente pelo estupro e assassinato de Sophie Narme, que tinha 23 anos quando foi morta em dezembro 1991 em Paris. O caso havia permanecido sem solução antes de ser reaberto, quando foram notadas semelhanças com o caso dos estupros de Mazan. No entanto, ele negou ser o autor do crime.
Separadamente, seu DNA, coletado no contexto do caso dos estupros de Mazan, correspondia ao DNA encontrado no sapato de Estella B., uma jovem agente imobiliária de 19 anos, que foi agredida em 11 maio 1999 em Villeparisis. Dominique Pélicot confessou os fatos após inicialmente negá-los, e também foi acusado por esse caso.

## Julgamento e condenação

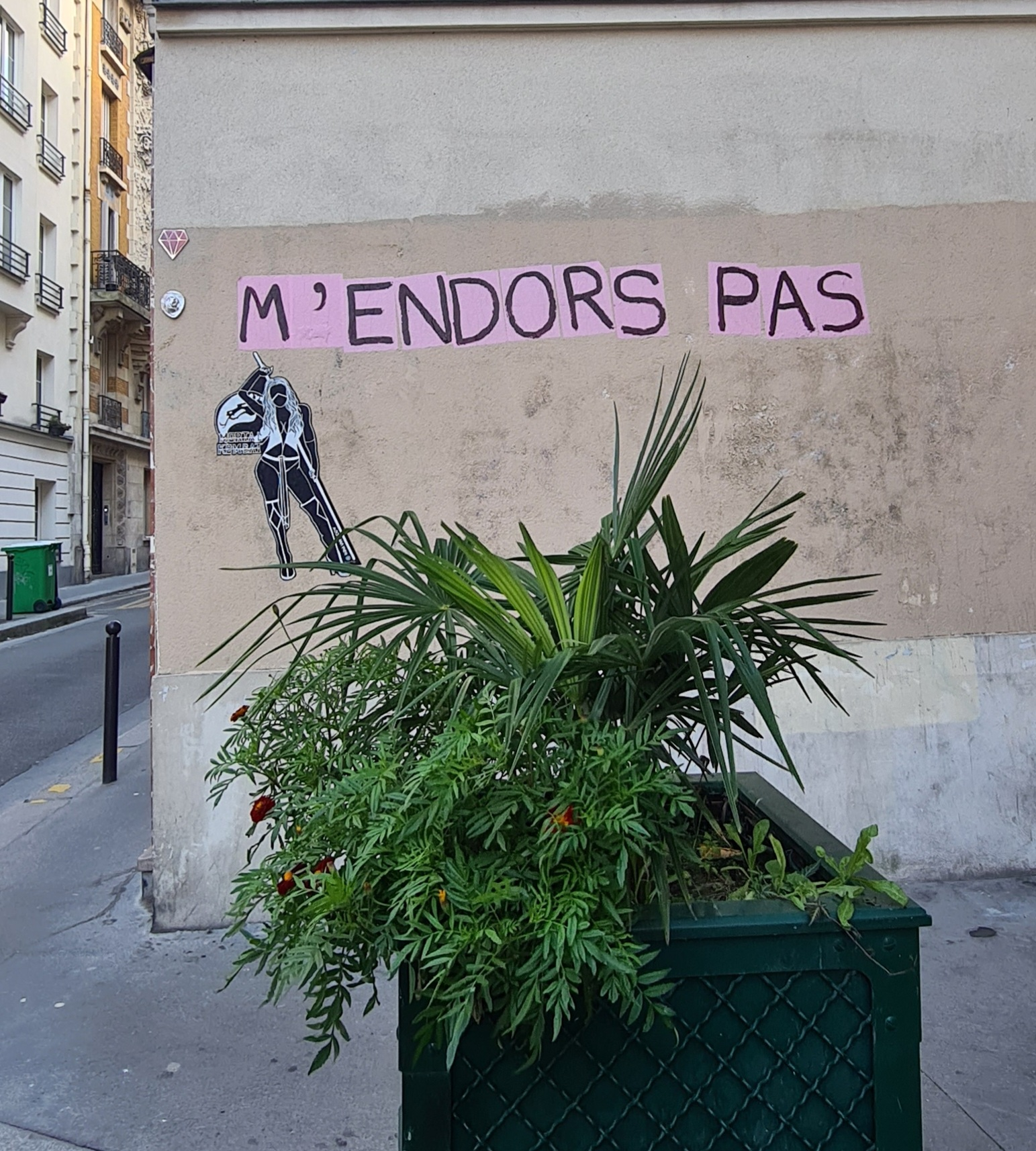
Graffiti feminista em Paris: M'endors pas (Não me faça dormir).

Em 2 de setembro de 2024, Pélicot e outros 50 réus foram a julgamento no Palais de Justice em Avignon. A sala do tribunal foi adaptada especialmente para acomodar o grande número de réus e cerca de sessenta advogados, com uma sala de transmissão separada para a imprensa e o público. O julgamento, presidido por um colegiado de cinco juízes liderado por Roger Arata, deverá durar quatro meses, até 20 de dezembro. O caso atraiu grande atenção da mídia, tanto na França quanto internacionalmente.
Dos 51 homens em julgamento, 18, incluindo Pélicot, estão detidos, 32 estão em liberdade sob fiança e um está sendo julgado à revelia. Os homens representam uma seção transversal da sociedade, incluindo um ex-policial, um agente penitenciário, um soldado, um bombeiro, um funcionário público, um jornalista, um vereador local, enfermeiros, um diretor de empresa e um armazenista. Eles tinham entre 26 e 73 anos no momento da prisão. Alguns dos homens negaram as acusações, dizendo que pensavam estar participando de fantasias de casal. Eles enfrentam penas de prisão de 20 anos, se condenados por estupro agravado.
A acusação solicitou um julgamento a portas fechadas, mas o tribunal decidiu, a pedido da vítima, por um julgamento público. Com o apoio de seus filhos, Gisèle Pélicot renunciou ao direito ao anonimato e pediu à mídia que usasse seu nome completo. Ela disse que estava testemunhando em nome de todas as mulheres que foram drogadas e estupradas. "A vergonha deve mudar de lado", disse um de seus advogados.
Em 16 de dezembro, em suas últimas declarações antes da sentença no tribunal de Avignon, Pélicot pediu perdão à família de Gisèle e saudou a coragem da vítima durante o processo.
Em 19 de dezembro, Dominique Pélicot foi condenado a 20 anos de prisão. Em 30 do mesmo mês, a advogada de Dominique Pelicot anunciou que ele não vai recorrer da decisão.

## Lista dos réus
- Abdelali Dallal, condenado a oito anos de prisão;[20]
- Adrien Longeron, 34 anos, capataz, condenado a dezoito anos de prisão por estupro e violência contra suas ex-parceiras;[21][20]
- Ahmed Tbarik, condenado a oito anos de prisão;[20]
- Andy Rodriguez, condenado a seis anos de prisão;[20]
- Boris Moulin, condenado a oito anos de prisão;[20]
- Cedric Grassot
- Cédric Venzin, condenado a nove anos de prisão;[20]
- Charly Arbo, 29 anos, trabalhador temporário, condenado a 13 anos de prisão;[21][20]
- Christian L'Ecole, bombeiro;[21]
- Cyril Beaubis
- Cyrille Delhille, 59 anos, operário de construção civil, condenado a oito anos de prisão;[21][20]
- Cyprien Culieras
- Didier Sambuchi, 66 anos, aposentado;[21]
- Dominique Davies, ex-soldado que se tornou caminhoneiro;[21]
- Dominique Pelicot
- Fabien Sotton
- Florian Rocca
- Gregory Serviol
- Hassan Ouamou
- Hugues Malago
- Husamettin Dogan
- Jean-Luc La
- Jean-Marc Leloup
- Jean-Pierre Marechal, 63 anos, pai de 6 filhos, que Dominique Pélicot teria "treinado" para violentar sua esposa da mesma maneira;[22]
- Jean Tirano
- Jérôme Vilela, ex-bombeiro voluntário que trabalha na indústria alimentícia;[21]
- Joan Kawai, soldado de primeira classe;[21]
- Joseph Cocco
- Karim Sebaoui, especialista em TI;[21]
- Lionel Rodriguez;[21]
- Ludovick Blemeur, armazenista;[21]
- Mahdi Daoudi
- Mathieu Dartus
- Mohamed Rafaa, ex-prisioneiro que cumpriu cinco anos por estuprar sua filha;[21]
- Nicolas François, jornalista para a imprensa diária regional;[21]
- Nizar Hamida;[21]
- Omar Douiri
- Patrice Nicolle, 54 anos, eletricista;[21]
- Patrick Aron
- Philippe Leleu
- Quentin Hennebert, guarda prisional no centro de detenção de Avignon-Le Pontet;[21]
- Redouan El Farihu, 55 anos, enfermeiro, detido anteriormente por violência contra a parceira;[23][21][24]
- Redouane Azougagh
- Romain Vandervelde
- Saifeddine Ghabi
- Simoné Mekenese, ex-caçador alpino que trabalha na construção civil;[21]
- Thierry Parisis
- Thierry Postat
- Vincent Coullet, anteriormente condenado por violência doméstica.[21]